# Cyathissa quadrate
Cyathissa quadrate là một loài bướm đêm trong họ Noctuidae.